# السفارة السعودية في السنغال
سفارة المملكة العربية السعودية في جمهورية السنغال، هي بعثة دبلوماسية سعودية تقع في العاصمة السنغالية داكار ويترأس البعثة سفير خادم الحرمين الشريفين سعد بن عبد الله النفيعي . العنوان: شارع الكورنيش الغربي مقابل النادي الأولمبي.

## وصلات خارجية
- موقع سفارة المملكة العربية السعودية السعودية في السنغال
- وزارة الخارجية السعودية (بالعربية)
- Ministry of Foreign Affairs of Kingdom of Saudi Arabia (بالإنجليزية)